# Centro Universitario Valladolid
El Centro Universitario Valladolid, también conocido como CUV, es una institución privada de educación superior ubicada en la ciudad de Valladolid, Yucatán en México.

## Oferta educativa
La universidad cuenta con 22 licenciaturas.
- Criminología y criminalística
- Derecho
- Diseño publicitario
- Ciencias de la comunicación
- Arquitectura
- Sistemas computacionales
- Educación preescolar
- Ciencias de la educación
- Contaduría pública y finanzas
- Administración de empresas
- Mercadotecnia
- Administración de empresas turísticas
- Gastronomía
- Nutrición
- Psicología
- Enfermería
- Cirujano dentista
- Entrenamiento deportivo
- Terapia física y rehabilitación